# Zisterzienserinnenabtei Castagniers
Die Zisterzienserinnenabtei Castagniers ist seit 1930 ein französisches Kloster der Zisterzienserinnen in Castagniers, Département Alpes-Maritimes, Bistum Nizza.

## Geschichte
Marie-Bernard Barnouin, dem in der Mitte des 19. Jahrhunderts die Wiederbesiedelung der südfranzösischen Klöster Sénanque (1854), Fontfroide (1858) und Ségriès (1864) zu danken war, die seit 1857 zisterziensisch genannt werden durften, wünschte auch Nonnenklöster und beförderte 1865 die Gründung (durch Mutter Marie-Hildegarde) des Klosters Notre-Dame de Salagon (heute Museum) in Mane (Alpes-de-Haute-Provence) (unweit Forcalquier), sowie 1869 des Klosters Notre-Dame des Prés („Maria Weiden“) in Reillanne, wo seine Mönche Klostergebäude errichtet hatten, die 1872 (unter Priorin Marie-Hildegarde, † 21. April 1878) auch die Schwestern von Mane aufnahmen. Als ab 1901 die Bedrohung der Klöster durch die Dritte Republik immer größer wurde, wich die Gemeinschaft unter der Oberin Marie-Lutgarde bis 1911 in das Zufluchtkloster Notre-Dame des Anges bei Turin aus, konnte dann aber zurückkehren.
Getrieben von mancherlei Schwierigkeiten in Reillanne, wurde 1929 mit Hilfe des Abtes von Lérins (als dem Immediatoberen) und von Bischof Louis-Marie Ricard von Nizza ein Anwesen in Castagniers, unweit Nizza, erworben, das die Schwestern 1930 aufnahm und 1932 von Ricards Nachfolger, Bischof Paul-Jules-Narcisse Rémond (1873–1963), eingeweiht wurde. Die 1935 gewählte Oberin Marie-Marguerite de la Trinité führte die Gemeinschaft durch die schwierige Kriegszeit, in der das Kloster Hunger litt, und richtete in den fünfziger Jahren zur Sicherung des Unterhalts eine Schokoladenfabrik ein, die noch besteht. Nach der offiziellen Inkorporation in den Zisterzienserorden (Congrégation de l’Immaculée Conception) im Jahre 1960 wurde das Kloster 1962 zur Abtei erhoben. 1970 wurde Mutter Marie-Christiane zweite, 2003 Mutter Beata dritte und seit 2012 Mutter Aline-Marie vierte Äbtissin.